# 渡辺内蔵太
渡辺 内蔵太（わたなべ くらた、天保7年2月3日（1836年3月19日） - 元治元年12月19日（1865年1月16日））は、江戸時代末期（幕末）の萩藩士。長嶺内蔵太（ながみね くらた）とも。甲子殉難十一烈士の一人。
1862年、御楯組結成に参加。その後、山田亦介・前田孫右衛門・毛利登人・松島剛蔵・大和弥八郎・楢崎弥八郎らと共に斬罪に処される。
| スタブアイコン | サブスタブ | この項目は、まだ閲覧者の調べものの参照としては役立たない、人物に関連した書きかけの項目です。この項目を加筆・訂正などしてくださる協力者を求めています（P:人物伝/PJ:人物伝）。 |